# Qualificazioni al campionato mondiale femminile di calcio 2015 - UEFA - Fase a gironi, gruppo 2
Il gruppo 1 della sezione UEFA della qualificazioni al campionato mondiale femminile di calcio 2015 è composto da sei squadre: Estonia, Italia, Macedonia, Rep. Ceca, Romania e Spagna.

## Classifica finale
| Pos | Squadra   | Pt | G  | V | N | P | GF | GS | DR  |
| --- | --------- | -- | -- | - | - | - | -- | -- | --- |
| 1.  | Spagna    | 28 | 10 | 9 | 1 | 0 | 42 | 2  | +40 |
| 2.  | Italia    | 25 | 10 | 8 | 1 | 1 | 48 | 5  | +43 |
| 3.  | Rep. Ceca | 14 | 10 | 4 | 2 | 4 | 21 | 18 | +3  |
| 4.  | Romania   | 11 | 10 | 3 | 2 | 5 | 18 | 11 | +7  |
| 5.  | Estonia   | 7  | 10 | 2 | 1 | 7 | 8  | 33 | -25 |
| 6.  | Macedonia | 1  | 10 | 0 | 1 | 9 | 6  | 74 | -68 |

## Risultati
| Arbitro: | Sharon Sluyts |

|                     |           |                                                                 |
| Andonova 22’ (rig.) | Marcatori | 4’, 9’, 21’, 53’ Dușa 12’ Sârghe 49’, 59’, 81’ Rus 90+1’ Vătafu |

| Arbitro: | Séverine Zinck |

|         |           |                                                        |
| Loo 88’ | Marcatori | 57’ Mauro 68’, 72’ Gabbiadini 70’ Rosucci 77’ Bonansea |

| Arbitro: | Monika Mularczyk |

|               |           |  |
| Girelli 90+3’ | Marcatori |  |

| Arbitro: | Knarik Grigoryan |

|           |           |                                        |
| Rochi 62’ | Marcatori | 45+2’ Divišová 60’ (rig.), 73’ Voňková |

| Arbitro: | Sofia Karagiorgi |

|                                                                           |           |  |
| Bermúdez 14’, 58’ (rig.) Torrejón 28’ Hermoso 45’ Natalia 72’ Paredes 81’ | Marcatori |  |

| Arbitro: | Petra Chudá |

|  |           |                     |
|  | Marcatori | 8’ Jekimova 58’ Loo |

| Cluj-Napoca 30 ottobre 2013, ore 17:00 UTC+3 | Romania         | 0 – 0 referto | Rep. Ceca | Cluj Arena (450 spett.)\| Arbitro: \| Jenny Palmqvist \| |
| Arbitro:                                     | Jenny Palmqvist |               |           |                                                          |

| Arbitro: | Kateryna Monzul' |

|                         |           |  |
| Bermúdez 37’ Pablos 56’ | Marcatori |  |

| Arbitro: | Katalin Kulcsár |

|            |           |  |
| García 40’ | Marcatori |  |

| Arbitro: | Paula Brady |

|                                   |           |                               |
| Bermúdez 15’, 45+1’ Corredera 78’ | Marcatori | 80’ I. Martínková 82’ Voňková |

| Arbitro: | Bibiana Steinhaus |

|                                                                          |           |              |
| Gabbiadini 26’, 32’ Manieri 49’ Bonansea 61’ Domenichetti 64’ Panico 71’ | Marcatori | 44’ Divišová |

| Arbitro: | Eszter Urban |

|                                                                                                  |           |  |
| Boquete 4’, 72’ Bermúdez 11’, 46’ Hermoso 26’, 70’ Vicky 44’ Natalia 59’, 64’, 83’, 90+3’, 90+4’ | Marcatori |  |

| Vicenza 5 aprile 2014, ore 15:30 UTC+1 | Italia         | 0 – 0 referto | Spagna | Stadio Romeo Menti (5,400 spett.)\| Arbitro: \| Esther Staubli \| |
| Arbitro:                               | Esther Staubli |               |        |                                                                   |

| Arbitro: | Kateryna Zora |

|  |           |                                                                                         |
|  | Marcatori | 29’, 30’, 59’ Bermúdez 33’ Torrejón 45’ Natalia 45+1’, 65’, 73’ Jenni 62’, 64’ Calderón |

| Arbitro: | Morag Pirie |

|            |           |                           |
| Vătafu 80’ | Marcatori | 36’ Panico 78’ Gabbiadini |

| Arbitro: | Eleni Lampadariou |

|                                                                  |           |  |
| Kožárová 3’ Cahynová 12’ Krejčiříková 24’, 41’ Svitková 26’, 72’ | Marcatori |  |

| Uherské Hradiště 7 maggio 2014, ore 17:00 UTC+1 | Rep. Ceca        | 0 – 0 referto | Romania | Městský fotbalový stadion Miroslava Valenty\| Arbitro: \| Pernilla Larsson \| |
| Arbitro:                                        | Pernilla Larsson |               |         |                                                                               |

| Arbitro: | Linn Andersson |

|  |           | |
|  | Marcatori | 5’ Panico 9’, 11’, 39’ Girelli 26’ Manieri 27’, 43’ Gabbiadini 51’ Bonansea 77’ Carissimi 83’ Brumana 90+4’ Fuselli |

| Arbitro: | Amy Rayner |

|  |           |                                              |
|  | Marcatori | 21’, 59’ Losada 32’, 35’ Natalia 63’ Hermoso |

| Arbitro: | Efthalia Mitsi |

|  |           |                                                   |
|  | Marcatori | 13’ (rig.), 18’ Panico 20’ Gabbiadini 37’ Manieri |

| Arbitro: | Paula Brady |

|        |           |              |
| Loo 3’ | Marcatori | 39’ Andonova |

| Arbitro: | Anastasija Pustovojtova |

|                                                            |           |                   |
| Cahynová 35’ Pincová 47’ L. Martínková 49’, 80’ Hloupá 90’ | Marcatori | 48’, 72’ Andonova |

| Arbitro: | Leen Martens |

|  |           |               |
|  | Marcatori | 29’, 38’ Dușa |

| Arbitro: | Yuliya Medvedeva-Keldyusheva |

|           |           |                                          |
| Aarna 72’ | Marcatori | 22’, 37’, 69’ Svitková 81’ (aut.) Raadik |

| Arbitro: | Lina Lehtovaara |

|                                                                      |           |             |
| Voicu 12’ Bătea 42’ Lunca 55’, 63’ Corduneanu 90+1’ Spânu Olar 90+4’ | Marcatori | 50’ Saliihi |

| Arbitro: | Katalin Kulcsár |

|                                                       |           |  |
| Bonansea 6’ Zlidnis 8’ (aut.) Cernoia 27’ Manieri 65’ | Marcatori |  |

| Arbitro: | Linn Andersson |

|  |           |                  |
|  | Marcatori | 28’, 59’ Natalia |

| Arbitro: | Stéphanie Frappart |

|  |           |               |
|  | Marcatori | 90+1’ Boquete |

| Arbitro: | Aneliya Sinabova |

|                     |           |  |
| Spânu Olar 18’, 38’ | Marcatori |  |

| Arbitro: | Sandra Bastos |

| |           |  |
| Sabatino 14’, 28’, 45+1’, 48’, 51’, 76’ Camporese 22’ Panico 23’, 27’ Tuttino 61’ Bonansea 62’, 69’, 85’ Cernoia 64’ D'Adda 72’ | Marcatori |  |

## Statistiche

### Classifica marcatrici
12 reti
- Natalia

10 reti
- Sonia Bermúdez (1 rig.)

8 reti
- Melania Gabbiadini

7 reti
- Barbara Bonansea

- Patrizia Panico (1 rig.)

- Jennifer "Jenni" Hermoso

6 reti
- Daniela Sabatino
- Cosmina Dușa

5 reti
- Kateřina Svitková

4 reti
- Cristiana Girelli

- Raffaella Manieri

- Nataša Andonova (1 rig.)

3 reti
- Lucie Voňková (1 rig.)
- Katrin Loo

- Laura Rus
- Florentina Spânu Olar

- Verónica Boquete

2 reti
- Valentina Cernoia
- Klára Cahynová
- Petra Divišová
- Tereza Krejčiříková

- Lucie Martínková
- Alexandra Lunca
- Ștefania Vătafu

- Nagore Calderón
- Natalia Losada
- Marta Torrejón

1 rete
- Signy Aarna
- Kaidi Jekimova
- Giulia Domenichetti
- Paola Brumana
- Elisa Camporese
- Marta Carissimi
- Roberta D'Adda
- Silvia Fuselli
- Ilaria Mauro

- Martina Rosucci
- Alessia Tuttino
- Gentjana Rochi
- Afrodita Saliihi
- Lucie Hloupá
- Tereza Kožárová
- Irena Martínková
- Veronika Pincová

- Mara Bâtea
- Andreea Corduneanu
- Raluca Sârghe
- Andreea Voicu
- Marta Corredera
- Ruth García
- Victoria "Vicky" Losada
- Irene Paredes

Autoreti
- Pille Raadik pro
- Inna Zlidnis pro